# Lauttajärvi (sjö i Kuhmo, Kajanaland, Finland)
Lauttajärvi eller Lautajärvi är en sjö i Finland. Den ligger i kommunen Kuhmo i landskapet Kajanaland, i den centrala delen av landet, 500 km norr om huvudstaden Helsingfors. Lauttajärvi ligger 200,5 meter över havet. Den är 17 meter djup. Arean är 51,1 hektar och strandlinjen är 3,99 kilometer lång. Sjön  ingår i Uleälvens huvudavrinningsområde. 